# Cotorreta multicolor
La cotorreta multicolor (Touit huetii) és una espècie d'ocell de la família dels psitàcids que habita la selva humida del sud-est de Colòmbia, est i sud de Veneçuela, Guyana, est de l'Equador i del Perú, nord de Bolívia i del Brasil.

## Descripció
La cotorreta multicolor fa de 15 a 16 cm de llarg i pesa de 58 a 62 g. Majoritàriament és de color verd, més fosc per sobre que per sota. La part frontal de la cara és fosca amb un anell ocular blanc i la corona i el clatell són de color marró oliva. Les cobertores de les ales superiors són de color blau fosc, les primàries negres i la barra carpiana, les cobertores subalars i les axil·lars vermelles. La cua del mascle té les plomes centrals verdes i exteriors vermelles amb puntes negres; la cua de les femelles és tota de color groc verdós amb puntes negres. Les cobertores subcaudals d'ambdós sexes són grogues. Els ocells immadurs són com les femelles adultes però amb la cara verda.

## Distribució i hàbitat
La cotorreta multicolor té una distribució disjunta. Es troba al nord-est de Veneçuela i a la Guyana, des del sud de Veneçuela fins al sud-est de Colòmbia, l'est de l'Equador i l'est del Perú fins al nord de Bolívia, i a la conca oriental de l'Amazones al Brasil. Es creu que l'espècie possiblement serveix de pont entre les seccions de distribució. Ha aparegut com a espècie divagant a Trinitat i Tobago, i els registres d'albiraments no documentats al Surinam han portat el Comitè de Classificació Sud-americà de l'American Ornithological Society a qualificar-la d'hipotètica en aquest país.
La cotorreta multicolor habita boscos de terra ferma i bosc de vàrzea de terres baixes. En altitud es troba principalment per sota dels 900 m, però ocasionalment s'ha registrat fins a 1.300 m.

## Comportament

### Moviment
La cotorreta multicolor no és migratori, però probablement és nòmada a l'Amazònia. Rarament, "romanen en una zona durant més d'unes setmanes".

### Alimentació
La tècnica d'alimentació i la dieta de la cotorreta multicolor no s'han documentat.

### Reproducció
La temporada de reproducció de la cotorreta multicolor aparentment inclou abril al sud de Veneçuela i de setembre a desembre al sud del Brasil. No se sap res més sobre la biologia reproductora.

### Vocalització
El reclam dLa cotorreta multicolor és un "'tjuut-tjuut-tjuut-' molt agut barrejat amb 'tjiar tjiar-'". Els grans estols en vol fan un "xerrameca continua, monòtona i sorollosa". Fa un "txurr" suau quan està posat.

## Estat de conservació
La UICN ha avaluat La cotorreta multicolor com de risc mínim. Té una àmplia distribució, però no es coneix la mida de la població i es creu que està disminuint. No s'ha identificat amenaces immediates. "Tot i que aparentment és poc comú o rar, aquest ocell és molt discret i viu en zones remotes, per la qual cosa pot ser més comú del que indiquen els registres".

## Taxonomia
La cotorreta multicolor és monotípica.